# Tobias Moretti
Tobias Moretti (* 11. července 1959 Innsbruck, Rakousko) je rakouský herec.

## Život
Jeho matka byla Italka, narodil se jako Tobias Bloéb, avšak příjmení si změnil na rodné příjmení své matky. Vyrůstal se třemi bratry, z nichž o devět let mladší Gregor Bloéb je též hercem.
Po studiu na vysoké hudební škole ve Vídni navštěvoval kurzy Otty Falkenberga v Mnichově. Hraje na piano, klarinet, kytaru, akordeon a na mnoho dalších nástrojů. Před tím, než se stal hercem, byl řidičem nákladních automobilů.
Je členem souboru Mnichovského komorního divadla a má za sebou řadu televizních a filmových rolí. Za svou hereckou kariéru natočil přes 43 filmů. Účinkoval ve 45 dílech seriálu Komisař Rex a také v úvodním filmu k seriálu. Dostal 14 hereckých ocenění, z čehož pět za Komisaře Rexe. Naposledy ztvárnil postavu komisaře Richarda Mosera v roce 1997 v díle nazvaném „Mosers Tod“.
Poté, co seriál opustil, se začal věnovat svému koníčku – farmaření, oženil se s Julií Wilhelmovou a mají spolu dcery Antonii a Rosu Cäcilii a syna Lenze Valentina.

## Výběrová filmografie
- Der Gejagte - Im Netz der Camorra (2022)
- Das Haus (2021)
- Louis van Beethoven (TV film) (2020) – německo-český hraný biografický film o Ludwigu van Beethovenovi z roku 2020, Tobias Moretti v hlavní roli
- Baumbacherův syndrom (2019)
- Upír na pohovce (2014)
- Violetta (2011)
- Jeden a půl rytíře (2008)
- Midsummer Madness (2007)
- Der Liebeswunsch (2006)
- Speer a on (Speer und er, 2005) – Česká televize jej vysílala pod názvem Speer a Hitler
- Návrat učitele tance (The return of the dancing master, 2004)
- Julius Caesar (2002)
- Andreas Hofer: Volný jako orel (Andreas Hofer 1809: Die Freiheit des Adlers, 2002)
- Tanec s ďáblem: Únos Richarda Oetkera (Der Tanz mit dem Teufel: Die Entführung des Richard Oetker, 2001)
- Mumie smrti (Tatoo – Das tödliche Zeichen, 2000)
- Věčná píseň (Das ewige Lied, 1997)
- Noc, na kterou se nezapomíná (Die Nacht der Nächte, 1995)
- Komisař Rex (Kommissar Rex, 1993–1997)
- Die Piefke – Saga (1990)